# Heikki Westerinen
Heikki Markku Julius Westerinen (ur. 27 kwietnia 1944 w Helsinkach) – fiński szachista, arcymistrz od 1975 roku.

## Kariera szachowa
Od pierwszych lat 60. do końca 90. należał do ścisłej czołówki szachistów swojego kraju. Czterokrotnie zdobył tytuły indywidualnego mistrza Finlandii (1965, 1966, 1968, 1970). Jest absolutnym fińskim rekordzistą pod względem liczby startów w szachowych olimpiadach. Pomiędzy 1962 a 1996 rokiem wystąpił we wszystkich osiemnastu w tym okresie rozegranych turniejach olimpijskich (w tym 8 razy na I szachownicy). Dwukrotnie zdobył medale za wyniki indywidualne uzyskane na II szachownicy: srebrny (1964) oraz brązowy (1966). Po 10-letniej przerwie, w drużynie olimpijskiej po raz 19. pojawił się w roku 2006 w Turynie. Na liście wszech czasów zajmuje wraz z Eugenio Torre II miejsce pod względem największej liczby startów w olimpiadach (za Lajosem Portischem, który na swoim koncie posiada 20 olimpijskich występów). Trzykrotnie (1989, 1992, 1997) reprezentował również barwy swojego kraju w drużynowych mistrzostwach Europy, najlepszy wynik osiągając w roku 1989 w Hajfie, gdzie fińscy szachiści zajęli IV miejsce. W roku 1975, jako pierwszy Fin w historii, otrzymał od Międzynarodowej Federacji Szachowej tytuł arcymistrza.
Wystąpił w wielu międzynarodowych turniejach, zwyciężając bądź dzieląc I miejsca m.in. w Wijk aan Zee (1969, turniej B), Berlinie (1971), Palma de Mallorce (1973), Sztokholmie (dwukrotnie w turniejach Rilton Cup: 1973/74 i 1974/75), Dortmundzie (dwukrotnie w turniejach Dortmunder Schachtage: 1973 i 1975), Roskilde (1978), Londynie (1979), Helsinkach (1979), Hamburgu (1985), Vancie (1994) oraz Gausdal (2005, wraz z Aloyzasem Kveinysem).
Najwyższy ranking osiągnął 1 stycznia 1976 r., z wynikiem 2485 punktów zajmował wówczas pierwsze miejsce wśród fińskich szachistów.